# 十字路 (1928年の映画)
『十字路』（じゅうじろ）は、1928年（昭和3年）に公開された日本映画である。監督・脚本は衣笠貞之助。従来の時代劇映画とは異なる剣戟場面のない作品で、下町の貧しい姉弟がふとした迷いから破滅の道を辿るという悲惨な物語が描かれる。1920年代のドイツ表現主義映画や室内劇映画の影響を受けており、表現主義風にゆがんだ舞台装置を作るなど、当時の日本映画としては尖端的な表現技法を試みた前衛映画である。本作はフランスやドイツなどでも公開されており、欧米の映画館で公開され注目を集めた最初の日本映画となった。

## キャスト

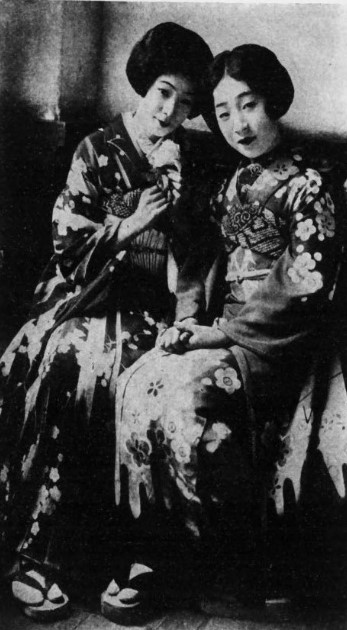
千早晶子と小川雪子

- 千早晶子 - 姉
- 阪東寿之助 - その弟
- 小川雪子 - 矢場女
- 相馬一平 - 十手を持つ男
- 中川芳江 - 女を売る婆
- 関操 - 二階を貸す爺
- 二條照子 - 間違へられる女
- 小沢茗一郎 - 喧嘩を売る男

## スタッフ
- 監督・脚本 : 衣笠貞之助
- 撮影 : 杉山公平
- 助監督：稲垣浩
- 照明 : 内田昌夫
- 美術 : 友成用三

## 製作
1926年（大正15年）に衣笠貞之助は、新感覚派映画聯盟製作で前衛映画『狂つた一頁』を発表したあと、松竹キネマと月2本の時代劇映画を製作する契約を結び、同作のスタッフを率いて衣笠映画聯盟を発足した。しかし、同連盟は松竹との大ざっぱな契約により赤字続きとなり、製作費はつねに予算額を超え、松竹への借金が嵩んでいくばかりだった。同連盟は林長二郎主演作などの時代劇映画を製作していたが、当時は各社で剣戟場面の多い時代劇がたくさん作られ、批評家たちも剣戟場面さえ多く入れればよいという製作態度に憤慨し、一部では剣戟否定の提言があった。またスタッフには『狂つた一頁』に続く斬新な企画があってもいのではないかという機運が強まっていた。そこで衣笠は赤字経営の悪循環から断ち切る意味も含めて、剣戟場面のない意欲的な時代劇を作ろうと本作を製作した。
1928年（昭和3年）3月7日に松竹下加茂撮影所で撮影が開始し、すべてを夜間撮影で製作した。衣笠映画聯盟は松竹への借金が増えるばかりだったため、製作費を抑えようと撮影所にあった古材を使い、従来の時代劇とかけ離れたセットを組み立てた。また、撮影所内の高さが低く、セット撮影でカメラを引くと天井が写り込んでしまうため、遠近法を誇張したセットを作り、街並みが向こうへ行くほど高くなる傾斜を作った。この2つの制約上の工夫により、表現主義的にゆがんだセットの遠近法が生まれた。また、ロープにカメラを入れた箱をくくりつけて俯瞰の移動撮影を行ったり、波型の移動台を作ったり、カットの間に黒コマを挿入して特殊な視覚効果を狙うなど、さまざまな実験的な試みが行われた。

## 公開
本作の完成フィルムの試写は、新京極の松竹座で、興行終了後に弁士控室の小さな試写室で行われた。1928年（昭和4年）4月17日には切除約5メートルで検閲を通過した。本作は松竹映画の封切りの番線にはのらないため、洋画専門館である新宿の武蔵野館で特別上映することになり、同年5月11日から同館で徳川夢声の解説で封切られた。

### 海外での公開
衣笠は本作の完成後、パリの貿易商である槌谷茂一郎からフランスでの上映配給権を譲ってほしいという申し出を受け、衣笠は彼にプリント1本を預けて一切を委ねた。槌谷の配給により、1929年（昭和4年）2月8日から3月21日までパリの劇場ステュディオ・ディアマンで本作が上映され、大藤信郎のアニメーション映画『珍説吉田御殿』（1928年）などが同時上映された。本作はフランスで劇場のメインプログラムとして公開された最初の日本映画となった。槌谷はパリでの公開時に藤田嗣治に舞台挨拶をさせたが、藤田は何も話すことがなかったため日本の映画館について話したという。
1928年6月に衣笠は本作を携えて渡欧し、8月にソビエト連邦経由でドイツへ向かった。衣笠は本作をドイツで公開するため、まずウーファ社と会談するが話が進まず、ドイツに滞在中の千田是也の手助けを受けながら多くの配給会社に売り込んだ。またフリッツ・ラングが本作を見ることを希望したため、ウーファ社の撮影所で試写会を行ったが、すでに日本で訳したドイツ語字幕が態をなしていないと指摘され、ドイツ語字幕を改訂することになった。その後検閲当局に「芸術映画」として認められたことで配給会社が見つかり、ヨーロッパ各地で売り込むことも決定した。そこで配給用プリントを作成するため、衣笠は日本からネガフィルムを取り寄せた。
ドイツでの公開は、1929年5月17日にベルリンの劇場ウーファ・パビリオンで行われた。タイトルは『ヨシワラの影（Im Schatten des Yoshiwara）』と改められ、本作のための伴奏音楽が作曲された。しかし、この前年に怪しげな日本の風俗が出てくるドイツ映画『ヨシワラの一夜』が公開されたこともあり、一部のベルリン在留の日本人が本作をこれと同類の映画だと決め込み、「国辱映画」であるとして上映中止を求める騒ぎが起こった。上映は好評を博し、ドイツの配給会社を通じてイギリス、アメリカ、イタリア、スイス、スウェーデンなどでも上映契約が結ばれ、欧米各国で封切られることになった。

### 再公開と現存状況
国内では本作のフィルムは消失したとされていたが、ロンドンのナショナル・フィルム・アーカイブに英語版が保存されていたことが分かり、1959年（昭和34年）に衣笠は第12回カンヌ国際映画祭に出席した帰りにロンドンへ向かい、同行した川喜多かしことともに本作と再会した。このフィルムは先方が希望した溝口健二監督の『山椒大夫』（1954年）と交換する形で日本に返還され、衣笠自らが音楽を加えたサウンド版（47分尺）が作られた。1975年（昭和75年）に岩波ホールでエキプ・ド・シネマ主催により『狂つた一頁』とともにこのサウンド版が特別上映された。
現在、本作の上映用プリントは東京国立近代美術館フィルムセンターが、以下の4ヴァージョンを所蔵している。
1. 87分、16mmフィルム、2343.37フィート、714.25メートル
2. 87分、35mmフィルム、5857.11フィート、1,785.24メートル
3. 88分、35mmフィルム、5967.12フィート、1,818.77メートル
4. 65分、16mmフィルム、1757.09フィート、535.56メートル

### DVDリリース
2009年（平成21年）2月25日、日本のビデオグラムメーカーのディスクプランが、日本名作劇場のレーベルで74分尺のDVDをリリースしている。

## 評価
日本での公開時の評価はあまり良くなく、衣笠は表現に捉われて内在する人生的・思想的観照の貧しさを露呈したと言われた。『映画往来』1928年6月号に掲載された本作をめぐる座談会では、映画評論家の飯田心美が「あの写真では衣笠さんがあの人間達を借りて言おうとしていることがはっきり僕らに分かるように描かれていないように思われます。製作者が人生の姿を描くことよりも技巧を第一に置いたような気がするんです」と語り、内田岐三雄は「作者の言いたいことがはっきり出ていない」と評した。また、岩崎昶は『キネマ旬報』1928年5月11日号で「私は『十字路』が飽くまでも『狂つた一頁』の作者に似つかわしい写真であることを喜び、しかし『十字路』が結局『狂つた一頁』の作品以上を出なかったことを憾みとした」と評した。1928年度のキネマ旬報ベスト・テンでは第10位にランクインされた。
海外では公開時から好意的な評価をしている。フランスでも批評家から高い評価を受け、とくに作品の完成度の高さ、卓越した撮影と照明の技術、俳優の演技が賞賛された。アレクサンドル・アルヌーは「『十字路』は我々の忖度をはるかに超えた大作品であったことに頭が下がった」「その独創性、その完全さ、その深刻さにおいて、日本映画は正しく、現在混沌たる状態にあるヨーロッパ映画のすべてのものの上に君臨する」と絶賛した。彼の批評は『キネマ旬報』1929年4月21日号内の「衣笠貞之助氏の『十字路』が仏蘭西映画界に与えたる印象」という紹介記事に、矢野目源一の抄訳で掲載された。ドイツでの評価も芳しいものであり、ドイツの映画雑誌『キネマトグラフ』では「今年の一番面白い映画の一つが、いま、ウーファ・パビリオンの銀幕に映っている。初めての本物の日本の映像だ。演技は秀逸である。編集は創造的である。珍しくて、有効な照明効果にあふれている」と評価しており、映画理論家のベラ・バラージュは『映画の精神』（1930年）の中で本作を取り上げ、その様式に言及した。